# Ptolemaiosz Pindarión
Ptolemaiosz Pindarión (Kr. e. 2. század) görög grammatikus.
Alexandriában tevékenykedett, Oroander fia, Arisztarkhosz tanítványa volt. Munkái közül megemlítendő a Homérika hipodeigmata (három részben); Peri tón Homérou karakhtou, valamint egy kommentár Homérosz Iliaszának 18. énekéhez. A művekből csak töredékek maradtak fenn.